# Hunyady József (politikus)
Gróf kéthelyi Hunyady József László Emánuel Mária (Ürmény, 1873. december 16. – Budapest, 1942. február 26.) nagybirtokos, politikus, királyi főudvarmester, a Hunyady család sarja.

## Élete
Hunyady Imre gróf és Győry Felícia grófnő harmadik gyermekeként született. Középiskolai tanulmányai befejeztével a Budapesti Tudományegyetem Állam- és Jogtudományi Karán állam- és jogtudományi oklevelet szerzett. Ezt követően hosszabb nyugat- és dél-európai tanulmányi utazásokat tett. A hadseregben Károly trónörökös szárnysegédje volt, majd 1918-ban az uralkodó lemondásáig királyi főudvarmesterként működött. Az eckartsaui nyilatkozat után követte Károly királyt Svájcba, majd a király visszatérési kísérlete idején jelentős szerepet játszott a szervezésben, de a második sikertelenség után a trónfosztott uralkodót Madeira szigetére is követte. 
A két világháború között visszatért hazájába, a magyarországi legitimisták egyik vezetője lett. IV. Károly halála után többször közbenjárt az anyagi nehézségekkel küzdő Zita királyné és gyermekei érdekében. Az örökös jogú főrendiházi családok választottjaként 1927 és 1942 között a Felsőház tagja volt. A második világháború alatt érte a halál.

## Családja
Kétszer nősült, első felesége Madeleine Caraman-Chimay grófnő (1879–1914) volt, akitől két gyermeke született:
- Imre József Antal Jenő Mária (1900–1956); neje: Maria von Neipperg grófnő (1921–?)
- Felícia Ilona Mária (1903–1991); férje: gróf Zichy Manó (1897–1979)

Első neje özvegyen hagyta, így második alkalommal Bellegarde Gabriella grófnőt (1890–1945) vette el, aki újabb két gyermeket szült neki:
- László Ágost József Imre Henrik Mária (1920–1970); felesége: Orietta Incisa della Rochetta (1931–2008)
- Henrietta Mária Emánuela (1922–?)